# Équipe des Philippines de Coupe Davis
L'équipe des Philippines de Coupe Davis représente les Philippines à la Coupe Davis. Elle est placée sous l'égide de la Fédération philippine de tennis.

## Historique
L'équipe des Philippines est inscrite à la Coupe Davis pour la première fois en 1921 mais déclare forfait avant d'affronter le Japon, tout comme en 1922 contre l'Espagne. Ce n'est qu'en 1926 qu'elle joue sa première rencontre, de nouveau face aux japonais. Les frères Guillermo et Francisco Aragon perdent leurs cinq matchs contre Takeichi Harada et Tsumio Tawara à San Francisco. En 1928, l'équipe composée de G. Aragon et Lope Yngayo se déplace à Vienne pour y affronter l'Autriche. Yngayo sauve l'honneur en battant Herman von Artens, contraint à l'abandon au 4e match. En 1939, les Philippines rejouent dans la compétition contre l'Australie à Long Beach en Californie mais les jeunes Amado Sanchez et Felicisimo Ampon ne parviennent pas à gagner un set contre deux des meilleurs joueurs du moment, John Bromwich et Adrian Quist qui remporteront la compétition en fin d'année.
De retour après la Guerre, les Philippines affrontent les États-Unis sur terre battue à Saint-Louis. Ampon, Sanchez et Cesar Carmona ne marquent que 24 jeux contre l'équipe de Frank Parker et Bill Talbert, Ampon perdant même le premier match contre Parker sans en gagner en seul. L'équipe ne réapparait dans la compétition qu'en 1950, avec une victoire historique à domicile face au Pakistan (première rencontre de Coupe Davis organisée sur le continent asiatique), pour finalement la disputer annuellement à partir de 1957. C'est à cette époque que se forme l'équipe la plus prolifique du pays composé des champions Felicisimo Ampon et Raymundo Deyro. Après trois années passées aux côtés des pays européens, les Philippines évoluent à partir de 1955 dans la zone Est. En raison du faible nombre de nations concurrentes, l'équipe atteint facilement la finale à plusieurs reprises, l'emportant une première fois en 1957 contre le Japon. Elle se déplace en Australie pour y disputer les rencontres interzones mais s'incline lourdement contre les américains emmenés par Vic Seixas. À partir de 1958, Johnny Jose intègre l'équipe pour jouer essentiellement les doubles avec Deyro. Cette année-là, les Philippines sortent une nouvelle fois vainqueur de la zone Est et partent affronter l'Italie à Sydney mais face à la très solide paire Pietrangeli/Sirola, ils ne peuvent que constater la défaite par 5-0. Deux ans plus tard, il s'inclinent une nouvelle fois au même stade de la compétition contre les américains à Brisbane. Face aux jeunes MacKay et Buchholz, le capitaine philippin préfère aligner le premier jour les seconds couteaux Jose et E. Dungo mais ils ne parviennent pas à rivaliser. Après un échec en finale contre l'Inde en 1962, l'équipe des Philippines réalise une dernière performance en 1964 en prenant leur revanche contre ces derniers grâce à deux victoires d'Ampon malgré ses 43 ans sur Premjit Lall et Jaidip Mukerjea et enfin une victoire décisive de Jose sur Lall dans le 5e match. Lors de la rencontre interzone contre la Suède, ils n'arrivent qu'à gagner deux sets lors des trois premiers matchs face à Ulf Schmidt et Jan-Erik Lundqvist. À la suite de ce déplacement, les Philippines perdront cinq fois consécutivement contre le Japon. Felicisimo Ampon finit par prendre sa retraite en 1968, suivi par Raymundo Deyro en 1971.
Les années 1970 sont nettement moins fructueuses. Les Philippines emmenées par Eddie Cruz et Alexander Marcial ne rivalisent plus avec les principales nations asiatiques et ne dépassent pas le stade des qualifications dans le nouveau format de compétition mis en place. Après une défaite fin 1977, l'équipe disparaît même pendant 4 années pour ne réapparaître qu'en 1982. Avec la création des divisions continentales en 1988, les Philippines se retrouvent dans le premier groupe. Ses meilleurs joueurs sont alors Raymundo Suarez, Rodrigo Rafael et surtout Felix Barrientos, joueur professionnel classé 180e en 1991. C'est ce dernier, qui avec Roland So et Sofronio Palahang parvient à éliminer le Japon puis la Chine pour affronter la Suède en barrages en 1991 au stade Ninoy Aquino de Manille. Ils sont battus sans surprise dès le samedi par Nicklas Kulti et Christian Bergström. Par la suite, l'équipe ne gagne plus deux rencontres consécutives et se voit reléguée en deuxième division en 1998 puis à deux reprises en troisième division au cours des années 2000. En 2008, bien aidée par les naturalisations des américains Eric Taino et Cecil Mamiit, les Philippines retrouvent la première division et s'y maintient également entre 2010 et 2011 grâce au soutien du spécialiste de double Treat Huey. Depuis 2012, le pays évolue en deuxième division.

## Joueurs de l'équipe
Les chiffres indiquent le nombre de matchs joués
- Treat Huey (24-12)
- Francis Casey Alcantara (12-5)
- Ruben Gonzalez (16-8)
- Jeson Patrombon (6-8)
- Alberto Lim (3-3)
- John Otico (1-2)

## Anciens joueurs notables
- Felicisimo Ampon (40 victoires pour 35 défaites en 36 rencontres pendant 16 ans)
- Raymundo Deyro (36 victoires pour 35 défaites en 37 rencontres pendant 17 ans)
- Johnny Jose (20 victoires pour 22 défaites en 21 rencontres pendant 9 ans)
- Eduardo Cruz (21 victoires pour 16 défaites en 17 rencontres pendant 11 ans)
- Felix Barrientos (26 victoires pour 10 défaites en 14 rencontres pendant 10 ans)
- Joseph Lizardo (12 victoires pour 18 défaites en 14 rencontres pendant 8 ans)
- Johnny Arcilla (27 victoires pour 27 défaites en 32 rencontres pendant 15 ans)
- Patrick-John Tierro (13 victoires pour 10 défaites en 19 rencontres pendant 9 ans)
- Cecil Mamiit (25 victoires pour 20 défaites en 20 rencontres pendant 6 ans)

## Historique des capitanats
- Beejong Sisson (1996-1997)
- Martin Misa (1998-2000, 2007)
- Johnny Jose (2002-2005)
- Roland So (2006)
- Cecil Mamiit (2010-2011)
- Roland Kraut (2012-2015)
- Karl Santamaria (2016-2017)
- Chris Cuarto (2008-2009, 2018-)